# Dendrobium discolor
Dendrobium discolor là một loài lan trong chi Lan hoàng thảo. It is known as the "Golden Orchid", but this name also refers to Cephalanthera falcata.